# سحبان السواح
سحبان السواح (1946 -) كاتب وروائي ومفكر سوري ، خريج قسم اللغة العربية من جامعة دمشق 1974 وعضواتحاد الكتاب العرب في دمشق منذ عام 1976، وعضو اتحاد الصحفيين العرب في دمشق منذ عام 1980. ينشر مقالاته في عدد من المجلات والصحف في سوريا وخارجها ويكتب المسلسلات. وهو أخو المفكر والباحث فراس السواح.

## أعماله
ساهم في تأسيس مجلة الحياة المسرحية مع سعد الله ونوس ، وأسس مجلة كتب عربية ومجلة ألف التي يرأس تحريرها. ينادي دوما بالحرية ونبذ التعصب ، كما يحاول دوما ترسيخ الفكر العلماني من خلال مجلة ألف التي يشرف على تحريرها.
له أربع مجموعات قصصية هي:
1. «الموت بفرح» عن اتحاد الكتاب العرب 1976.
2. «طعم الملوحة» عن دار الكلمة للنشر والتوزيع بيروت 1980.
3. «حب في الستين» عن دار المنارة دمشق 1989.
4. «صباح الخير أيها الحزن» عن دار (مجد) المؤسسة الجامعية للدراسات والنشر في بيروت 1991.
5. إضافة إلى عدد من المسلسلات السورية الناجحة منها "الوصية - مع الأسف "